# Echinosaura
Echinosaura is een geslacht van hagedissen uit de familie Gymnophthalmidae.

## Naamgeving en taxonomie
De groep werd voor het eerst wetenschappelijk beschreven door George Albert Boulenger in 1890. Er zijn zes soorten, inclusief de pas in 2016 beschreven soort Echinosaura sulcarostrum.

## Verspreidingsgebied
Alle soorten komen voor in delen van Midden- en Zuid-Amerika. Het zijn bewoners van bossen.

## Uiterlijke kenmerken
De hagedissen hebben een bruine lichaamskleur, de rug is voorzien van vele stekelachtige schubben.

## Soortenlijst
| Soorten uit het geslacht Echinosaura | Soorten uit het geslacht Echinosaura          | Soorten uit het geslacht Echinosaura |
| ------------------------------------ | --------------------------------------------- | ------------------------------------ |
| Naam                                 | Auteur                                        | Verspreidingsgebied                  |
| Echinosaura brachycephala            | Köhler, Böhme & Schmitz, 2004                 | Ecuador                              |
| Echinosaura horrida                  | Boulenger, 1890                               | Colombia, Ecuador, Panama            |
| Echinosaura keyi                     | Fritts & Smith, 1969                          | Ecuador                              |
| Echinosaura orcesi                   | Fritts, Almendáriz & Samec, 2002              | Colombia, Ecuador                    |
| Echinosaura palmeri                  | Boulenger, 1911                               | Colombia, Panama                     |
| Echinosaura panamensis               | Barbour, 1924                                 | Panama                               |
| Echinosaura sulcarostrum             | Donnelly, MacCulloch, Ugarte & Kizirian, 2006 | Guyana                               |